# Tesnatelep
Tesnatelep (románul: Teşna) falu Romániában, Suceava megyében.

## Fekvése
Kosna (Coşna) mellett fekvő település.

## Története
Tesnatelep (Teşna) korábban Kosna (Coşna) része volt.
1966-ban 514 lakosából 513 román, 1 magyar, 1992-ben 442 lakosából 440 román, 1 magyar, a 2002-es népszámláláskor 395 lakosából 392 román volt.